# 독도경비대
독도경비대는 1956년 대한민국 경상북도경찰청 소속의 경찰 부대이며, 대한민국의 독도를 보호하고 영토 주권을 수호하기 위해 경찰청 산하에 설립된 특별 경비 조직이다. 1956년에 창설되어, 독도의 동도와 서도를 포함한 지역에 상시 주둔하며 경계와 관리를 담당한다. 이들은 독도와 그 주변 해역을 24시간 감시하며, 외국 선박의 불법 침입, 불법 조업, 그리고 기타 긴급 상황에 신속히 대응하는 임무를 수행한다. 독도경비대는 독도의 환경 보호에도 힘쓰며, 섬의 생태계를 보존하고 훼손을 방지하는 활동을 병행한다.

## 배경
대한민국 정부는 1952년 1월 18일 평화선을 선포하였으나, 1953년 6월 27일 일본의 수산시험선이 독도에 정박해 상륙한 후 '島根縣 隱地郡 五箇村 竹島'라고 쓰여 있는 나무 기둥을 세운 사건이 일어났다. 이 사건 직후 울릉경찰서에서는 경기관총 2문을 장착한 소형선박으로 독도를 순찰하는 순라반을 운영하였는데, 7월 11일 오전 11시 울릉경찰서 근무 순찰주임 경위 김진성, 경사 최헌식, 순경 최용득 3명으로 구성된 순라반이 일본 해상보안부 순시선 해쿠라호를 격퇴시키는 일이 발생하자 1954년 7월 대한민국 정부는 독도에 상주(常住) 경비초소를 운영하기로 결정하였다.